# Radio One (album)
Radio One è un album musicale postumo del gruppo The Jimi Hendrix Experience, pubblicato negli Stati Uniti nel novembre 1988 dalla Rykodisc. Successivamente il disco venne pubblicato anche nel Regno Unito il 1º febbraio 1989.
L'album contiene numerose tracce registrate da Jimi Hendrix e soci durante le sessioni radiofoniche per la BBC nel 1967. Tra i brani eseguiti, sono presenti numerose cover di brani celebri di Beatles, Elvis Presley, Willie Dixon e Howlin' Wolf, oltre al materiale originale di Hendrix. Tutti i brani contenuti in questo disco sono poi stati ripubblicati, insieme ad altri brani aggiuntivi, sulla compilation BBC Sessions nel 1998.

## Tracce
1. Stone Free (Jimi Hendrix) - 3:23
2. Radio One (Jimi Hendrix) - 1:27
3. Day Tripper (Lennon/McCartney) - 3:18
4. Killing Floor (Chester Arthur Burnett) - 2:27
5. Love or Confusion (Jimi Hendrix) - 2:52
6. Drivin' South (Jimi Hendrix) - 4:49
7. Catfish Blues (Robert Petway) - 5:28
8. Wait Until Tomorrow (Jimi Hendrix) - 2:55
9. Hear My Train A Comin' (Jimi Hendrix) - 4:52
10. Hound Dog (Jerry Leiber, Mike Stoller) - 2:44
11. Fire (Jimi Hendrix) - 2:39
12. Hoochie Coochie Man (Willie Dixon) - 5:30
13. Purple Haze (Jimi Hendrix) - 3:02
14. Spanish Castle Magic (Jimi Hendrix) - 3:06
15. Hey Joe (Billy Roberts) - 4:01
16. Foxy Lady (Jimi Hendrix) - 2:57
17. Burning of the Midnight Lamp (Jimi Hendrix) - 3:42

## Crediti
- Jimi Hendrix: chitarra elettrica, voce
- Noel Redding: basso, cori sulla traccia 3
- Mitch Mitchell: batteria, cori
- Paul McCartney: cori sulla traccia 3[senza fonte]
- Jimmy Leverton: cori nella traccia 11
- Trevor Burton: cori nella traccia 11

## Dettagli di registrazione
- Tracce 1, 5, 15 e 16 registrate nello studio BBC Broadcasting House di Londra, Inghilterra il 13 febbraio 1967
- Tracce 2, 3, 8, 9 e 14 registrate al BBC Playhouse Theatre di Londra, il 15 dicembre 1967
- Tracce 4, 11 e 13 registrate al BBC Broadcasting House il 28 marzo 1967
- Tracce 6, 7, 10 e 17 registrate al BBC Playhouse Theatre il 6 ottobre 1967
- Traccia 12 registrata al BBC Playhouse Theatre il 17 ottobre 1967